# Gioi
Gioi est une commune de la province de Salerne, dans la région de la Campanie, en Italie.

## Lieux touristiques
- Palazzo Salati
- Palazzo Conti
- Porta dei Leoni (Porte des lions)

## Administration
| Période                                  | Période  | Identité      | Étiquette | Qualité |
| ---------------------------------------- | -------- | ------------- | --------- | ------- |
| depuis juin 2009                         | En cours | Andrea Salati |           |         |
| Les données manquantes sont à compléter. |          |               |           |         |

### Hameaux
Cardile.

### Communes limitrophes
Campora, Moio della Civitella, Orria, Salento, Stio, Vallo della Lucania.